# 페니스 스네이크

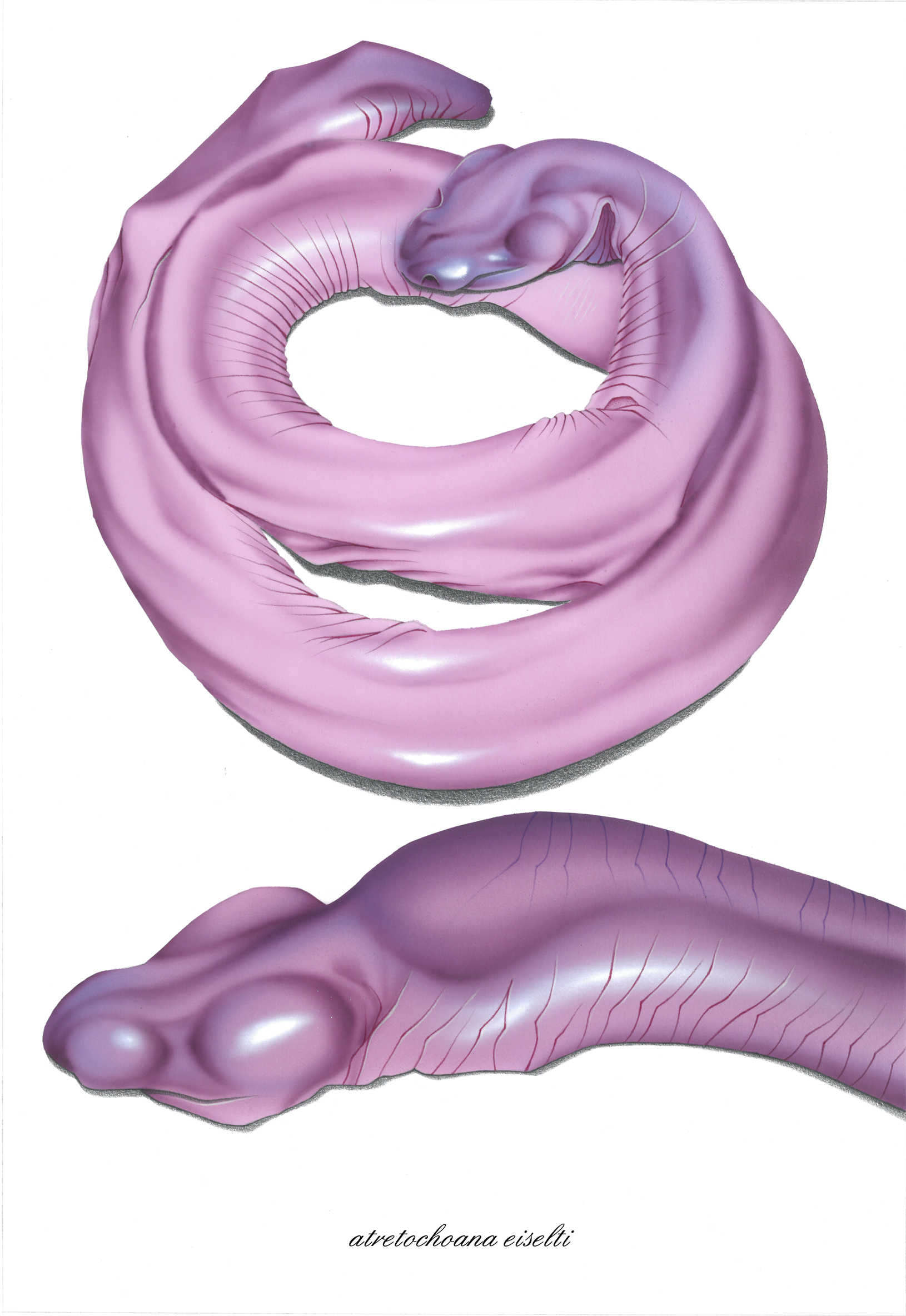

페니스 스네이크(Penis snake) 또는 성기뱀(性器蛇)은 2002년 8월 5일 브라질 아마존강변에서 발견된 양서류 무족영원목 티플로넥테스과에 속하는 동물이다. 머리가 뭉특한 화살표 모양이고 몸에는 무늬가 없어 남성의 성기와 유사하다 하여 페니스 스네이크, 성기뱀이라는 이름이 붙었다. 본래는 눈이 없는 뱀으로 보았지만 양서류 무족영원목에 속하며 영원류, 무족도롱뇽류와 가까운 것으로 확인되었다.

## 같이 보기
- 무족도롱뇽
- 무족도마뱀
- 영원
- 뱀
- 무족영원목
  - 티플로넥테스과